# Get Up Offa That Thing
Singles de James Brown
(I Love You) For Sentimental Reasons
(1976) I Refuse to Lose
(1976)
Get Up Offa That Thing est une chanson écrite et interprétée par James Brown. Elle sort en mai 1976 sous la forme d'un single en deux parties (la face B, intitulée Release the Pressure, s'inscrit dans la continuité de la chanson). 
Elle a atteint la 4e place du classement R&B, ramenant brièvement Brown dans le top 10 après un an d'absence, et la 45e place du Billboard Hot 100. Grâce à son succès dans les charts, la chanson devient le plus grand succès de Brown des années 1970. 
En raison de ses problèmes avec l'IRS pour non-paiement des impôts, Brown attribue la paternité de la chanson à sa femme Deidre et à leurs filles, Deanna et Yamma Brown. 

## Historique
Selon Brown, l'inspiration pour Get Up Offa That Thing lui est venue lors d'une représentation dans un club à Fort Lauderdale :

« Le public était assis, essayant de faire quelque chose de sophistiqué et nouveau, en écoutant du funk. L'un des groupes les plus dingues qu'ils aient jamais entendus de leur vie était là devant eux, et ils étaient assis. J'avais travaillé dur, et je me sentais déprimé. J'ai regardé tous ces gens assis là, et parce que j'étais déprimé, ils avaient l'air déprimés. J'ai crié : "Lève-toi de ce truc et danse jusqu'à ce que tu te sentes mieux !". Je voulais probablement dire jusqu'à ce que je me sente mieux. »

Contrairement à la musique populaire de l'époque, qui utilise de manière sophistiquée l'enregistrement multipiste et d'autres techniques, Get Up Offa That Thing est enregistré en direct en studio en seulement deux prises. 
Brown réenregistre Get Up Offa That Thing pour l'album de la bande originale de Doctor Detroit. Il interprète également la chanson lors de son apparition dans le film. D'autres interprétations de la chanson apparaissent sur les albums Hot on the One, Live in New York, Live at Chastain Park et Live at the Apollo 1995.

## Crédits et musiciens
- James Brown – chant principal

avec Les JB's :
- Russell Crimes – trompette
- Holly Ferris – trombone
- St.Clair Pinckney – saxophone ténor
- Peyton Johnson – saxophone ténor
- Joe Poff Jr. - saxophone alto
- Jimmy Nolen – guitare
- Robert Lee Coleman – guitare
- Charles Sherrell – clavinet
- Melvin Parker – batterie
- Will Lee – basse[3]

## Classements
| Classement (1976)                  | Meilleure position |
| ---------------------------------- | ------------------ |
| Canada (RPM Top 30 Disco)          | 7                  |
| États-Unis (Hot 100)               | 45                 |
| États-Unis (National Disco Top 40) | 19                 |
| États-Unis (Hot Soul Singles)      | 4                  |
| Royaume-Uni (UK Singles Chart)     | 22                 |

| Classement (1976)             | Position |
| ----------------------------- | -------- |
| États-Unis (Hot Soul Singles) | 19       |